# Ásgeir Örn Hallgrímsson
Ásgeir Örn Hallgrímsson, islandski rokometaš, * 17. februar 1984.
Leta 2004 je na poletnih olimpijskih igrah v Ateni  v sestavi islandske reprezentance osvojil 9. mesto; čez štiri leta pa še srebrno medaljo.